# HC Slezan Opava
HC Slezan Opava – czeski klub hokejowy z siedzibą w Opawie.

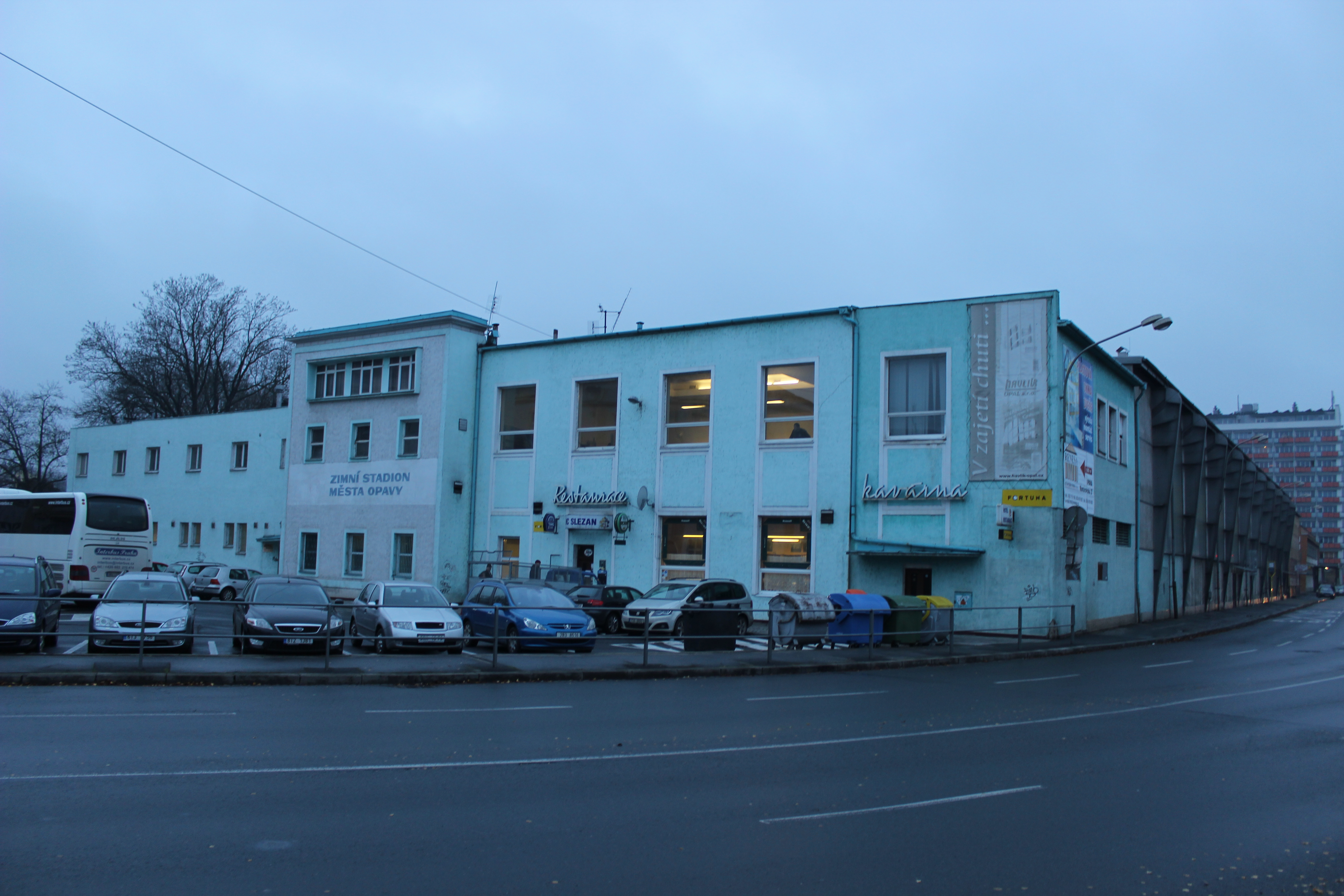
Lodowisko klubu

## Dotychczasowe nazwy
- 1945 – HC Slezan Opava (Hockey Club Slezan Opava)
- 1949 – Sokol Opava
- 1950 – ZSJ KP Opava (Základní sportovní jednota KP Opava)
- 1952 – DSO Slavoj Opava (Dobrovolná sportovní organizace Slavoj Opava)
- 1954 – DSO Tatran Opava (Dobrovolná sportovní organizace Tatran Opava)
- 1956 – TJ Tatran Opava (Tělovýchovná jednota Tatran Opava)
- 1960 – TJ Slezan Opava (Tělovýchovná jednota Slezan Opava)
- 1961 – TJ Slezan OSP Opava
- 1970 – TJ Slezan Opava (Tělovýchovná jednota Slezan Opava)
- 1974 – TJ Slezan STS Opava
- 1990 – HC Slezan Opava (Hockey Club Slezan Opava)
- 1996 – HC Bohemex Trade Opava (Hockey Club Bohemex Trade Opava)
- 1998 – HC Opava (Hockey Club Opava)
- 1999 – HC Slezan Opava (Hockey Club Slezan Opava)

## Sukcesy
- Złoty medal 1. ligi: 1996
- Awans do ekstraligi: 1996
- Puchar Śląski: 1957, 1966, 1977
- Puchar Tatrzański: 1981